# Rafael Mota
Rafael Mota Sierra (ur. 22 lipca 1978) – hiszpański zapaśnik walczący w stylu wolnym. Brązowy medalista śródziemnomorski w 2016 roku.